# Gabriele Blell
Gabriele Blell (* 1957 in Radeberg) ist eine deutsche Anglistin, Fremdsprachendidaktikerin und Fachbuchautorin. Sie ist Professorin für die Didaktik des Englischen an der Gottfried Wilhelm Leibniz Universität Hannover. Besondere Schwerpunkte ihrer Forschung und Publikationen sind Literaturdidaktik und der Einsatz von Musik für die Entwicklung der Hörbildung (audio literacy) im Fremdsprachenunterricht.

## Karriere
Gabriele Blell studierte von 1976 bis 1980 die Lehramtsfächer Englisch und Russisch an der Pädagogischen Hochschule Potsdam. Dort absolvierte sie bis 1983 ein postgraduales Studium. 1984 wurde sie mit der Doktorarbeit Zur gesellschaftlichen Funktion und ästhetischen Form im Frühwerk Ernest Hemingways (1923–1929) zum Dr. phil. promoviert. Anschließend arbeitete sie bis 1991 in verschiedenen Funktionen, ab 1988 als wissenschaftliche Aspirantin an der Universität Potsdam.
Ihre Habilitation folgte 1992 zum Thema Motivation und Fremdsprachenunterricht mit jüngeren Erwachsenen an der Universität Potsdam. Sie verlieh ihr 1998 die Würde einer außerplanmäßigen Professorin. Ab 1999 arbeitete Blell dort als wissenschaftliche Mitarbeiterin und Privatdozentin im Institut für Anglistik und Amerikanistik. Im Oktober 1999 wurde sie zur Vizepräsidentin für Lehre und Studium gewählt. Im Februar 2000 berief die Universität Hannover Gabriele Blell auf die Professur für die Didaktik des Englischen.

## Schriften (Auswahl)
- Zur gesellschaftlichen Funktion und ästhetischen Form im Frühwerk Ernest Hemingways (1923–1929). Doktorarbeit, Pädagogische Hochschule, Potsdam 1984.
- Motivation und Fremdsprachenunterricht mit jüngeren Erwachsenen. Motivationstheoretische und empirische Untersuchungen in der sprachpraktischen Ausbildung Englisch unter universitären Bedingungen (bei Beachtung der Arbeit mit literarischen Texten). Habilitationsschrift, Universität Potsdam 1992.

Als Autorin und Herausgeberin
- mit Karlheinz Hellwig (Hrsg.): Bildende Kunst und Musik im Fremdsprachenunterricht. Peter Lang AG, Bern 1996, ISBN 3-631-50056-4.
- mit Wilfried Gienow (Hrsg.): Interaktion mit Texten, Bildern, Multimedia im Fremdsprachenunterricht. Verlag Dr. Kovač, Hamburg 1998, ISBN 3-86064-720-2.
- mit Brigitte Krück (Hrsg.): Mediale Textvielfalt und Handlungskompetenz im Fremdsprachenunterricht – zu Ehren Wilfried Gienows. Peter Lang, Bern 1999, ISBN 3-631-34458-9.
- mit Rita Kupetz (Hrsg.): Bilingualer Sachfachunterricht und Lehrerausbildung fur den Bilingualen Unterricht. Forschung und Praxisberichte. Peter Lang, Bern 2005, ISBN 3-631-53182-6.
- mit Rita Kupetz (Hrsg.): Fremdsprachenlernen zwischen Medienverwahrlosung und Medienkompetenz. Beiträge zu einer kritisch-reflektierenden Mediendidaktik by Mediendidaktisches Kolloquium. Peter Lang, Bern 2005, ISBN 3-631-54162-7. (deutsch/englisch)
- mit Rita Kupetz (Hrsg.): Fremdsprachenlehren und -lernen. Prozesse und Reformen. Peter Lang AG, Bern 2008, ISBN 978-3-631-56988-7. (deutsch und englisch)
- mit Rita Kupetz (Hrsg.): Der Einsatz von Musik und die Entwicklung von audio literacy im Fremdsprachenunterricht. Peter Lang, Bern 2010, ISBN 978-3-631-59444-5. (Einführung, pdf)
- mit Christiane Lütge (Hrsg.): Fremdsprachendidaktik und Lehrerbildung. Konzepte, Impulse, Perspektiven. Lit Verlag, Berlin 2012, ISBN 978-3-643-11399-3. (deutsch / englisch)
- et al.: English-Español. Vernetzung im kompetenzorientierten Spanischunterricht. Ibidem-Verlag, Stuttgart 2012, ISBN 978-3-8382-0305-8. (englisch / spanisch)

Beiträge in Büchern und Fachzeitschriften
- ’Can we nurture the production of more complex stories (written) in children–and if so, how?’ The narrative skills of 9th and 10th graders: findings and implications. In: Hahn, Angela, Klippel, Friederike (Hrsg.): Sprachen schaffen Chancen. 21. Kongress für Fremdsprachendidaktik. Oldenbourg Schulbuchverlag, München 2005, S. 63–74.
- Zum Wechselspiel von Text und Musik in einer intermedialen Literatur- und Kulturdidaktik. In: Wolfgang Hallet, Ansgar Nünning (Hrsg.): Neue Ansätze und Konzepte der Literatur und Kulturdidaktik. Handbücher zur Literatur- und Kulturdidaktik, Wissenschaftlicher Verlag, Trier 2007, S. 311–328.
- „It’s all in the Mix“. Der Shakespeareunterricht vor dem Hintergrund rezeptionsästhetischer und handlungsorientierter sowie textimmanenter Verfahren. In: Rüdiger Ahrens et al. (Hrsg.): Moderne Dramendidaktik für den Englischunterricht, Universitätsverlag Winter, Heidelberg 2008, S. 451–470.
- Cross-Perspectives. Fächerübergreifende Verknüpfungsmöglichkeiten Englisch-Spanisch am Beispiel Sandra Cisneros’ Caramelo. In: PRAXIS Fremdsprachenunterricht. Heft 2/2009, Oldenbourg Schulbuchverlag
- mit Felix Roscher: Die Filmmusik in Babel: episodisch perspektiviert für den Fremdsprachenunterricht. In: Zeitschrift für Interkulturellen Fremdsprachenunterricht. Didaktik und Methodik im Bereich Deutsch als Fremdsprache. Jahrgang 17, Nummer 2, Oktober 2012, ISSN 1205-6545 (pdf)